# اضطراب وهامي
الاضطراب الوهامي هو مرض نفسي غير مألوف يعاني فيه المرضى من أعراض تقييدية بأوهام غير غريبة، ولكن مع عدم وجود هلوسة واضحة وبدون اضطراب في التفكير أو اضطراب في المزاج أو أي تأثير تسطيحي واضح. ولكي تُشَخَّص الإصابة بهذا الاضطراب، لا يمكن أن تكون الهلوسات بارزة، رغم احتمالية وجود الهلوسات الشمية أو اللمسية المتعلقة بمحتوى الأوهام.
ولكي يتم تشخيص الإصابة بالاضطراب الوهامي، لا يمكن أن يكون الوهم أو الأوهام ناجمة عن تأثيرات الأدوية أو العقاقير أو الأمراض الطبية العادية، ولا يمكن تشخيص إصابة شخص بالاضطراب الوهامي في حالة إصابته بالفصام في وقت سابق. ويمكن أن يكون الشخص المصاب بالاضطراب الوهامي يعمل بشكل عالٍ في الحياة اليومية، حيث إن هذا الاضطراب لا يرتبط بأي علاقة بنسبة ذكاء (IQ) الشخص، وقد لا تظهر عليه أي سلوكيات غريبة أو شاذة بغض النظر عن هذه الأوهام. ووفقًا للعالم النفسي إميل كرايبيلين، يبقى المرضى المصابون بالاضطراب الوهامي متسمين بالتماسك والمعقولية والاعتدال. يعرض الدليل التشخيصي والإحصائي للاضطرابات النفسية (DSM) ستة أنواع فرعية للاضطراب تتميز بالهوس الشبقي (الاعتقاد بأن هناك شخصًا ما يعشق المريض)، وأوهام العظمة (اعتقاد المريض بأنه أفضل و/أو أقوى و/أو أسرع و/أو أغنى شخص ولد)، والغيرة (اعتقاد المريض بأن شريك الحياة يخونه)، والاضطهاد (اعتقاد المريض بأن هناك من يتتبعه لإلحاق الضرر به بشكل أو بآخر، أو الهوس الجسدي (اعتقاد المريض بأنه مصاب بمرض أو حالة طبية)، والهوس المختلط، أي الإصابة بأعراض واحد أو أكثر من تلك الأنواع الفرعية. كما تحدث الأوهام كذلك كأعراض للعديد من الاضطرابات العقلية الكثيرة الأخرى خصوصًا الاضطرابات الذهانية.
ويتفق الدليل التشخيصي والإحصائي الرابع للاضطرابات العقلية وعلماء النفس بشكل عام على أنه يجب أن يتم تقييم الاعتقادات الشخصية باحترام شديد، وذلك لتعقيد الفروق الثقافية والدينية، حيث إن بعض الثقافات بها بعض الاعتقادات المقبولة بصفة كبيرة، والتي يمكن أن تعتبر أوهامًا في ثقافات أخرى.

## مؤشرات الأوهام
يمكن أن تشير الحالات التالية إلى أوهام:
1. يعبر المريض عن فكرة أو اعتقاد بثبات وقوة غير معتادة.
2. يبدو أن الفكرة تلقي تأثيرًا لا مبرر له على حياة المريض، وغالبًا ما يتم تغيير طريقة الحياة إلى حد لا يمكن تفسيره.
3. رغم إدانة المريض العميقة له، غالبًا ما يكون هناك نوع من السرية أو الشك عندما يسأل المريض عنه.
4. يميل الفرد إلى الافتقار إلى روح الدعابة والحساسية المفرطة، خصوصًا فيما يتعلق بالاعتقاد.
5. يظهر الاتسام بالمركزية: بغض النظر عن مدى عدم احتمالية أن تحدث هذه الأشياء للمريض، حيث يقبل المريض تلك الأشياء بدون تردد بشكل نسبي.
6. من المحتمل أن تثير أي محاولة لمعارضة الاعتقاد رد فعل عاطفيًا قويًا بشكل غير مناسب، وغالبًا ما يكون ذلك مصحوبًا بالإثارة والعدائية.
7. على الأقل، يكون الاعتقاد غير محتمل، وخارجًا عن حدود خلفية المريض الاجتماعية والثقافية والدينية.
8. يكون المريض غارقًا من الناحية العاطفية في الفكرة، بحيث تسيطر على العناصر الأخرى في نفس المريض.
9. غالبًا ما يؤدي الوهم، إذا ظهر في الواقع، إلى سلوكيات تكون غير طبيعية و/أو لا تتسق مع الشخصية، رغم أنها ربما تكون غير مفهومة في ضوء المعتقدات الوهمية.
10. يلاحظ الأشخاص الذين يعرفون المريض أن الاعتقاد والسلوك غير معهودين وغريبين.

## السمات
تظهر السمات التالية:
1. يكون هذا الاضطراب أوليًا.
2. هذا الاضطراب يكون اضطرابًا مستقرًا يتسم بوجود الأوهام التي يتمسك بها المريض بمثابرة غير عادية.
3. هذا المرض مزمن، وغالبًا ما يدوم طوال العمر.
4. تكون الأوهام مبنية بشكل منطقي، وتكون متسقة داخليًا.
5. لا تتداخل الأوهام مع التفكير المنطقي العام (رغم أنه يتم دحض المنطق في نظام الأوهام) وغالبًا لا يكون هناك أي إزعاج سلوكي. في حالة ظهور سلوكيات مزعجة، فإنها تتعلق بالمعتقدات الوهمية بشكل مباشر.
6. يعاني الفرد من إحساس شديد بالمرجعية الذاتية. الأحداث، التي تكون بالنسبة للآخرين، ليست ذات أهمية تكون لها أهمية ضخمة لدى المريض، ويكون الجو المحيط بالأوهام مشحونًا بصفة دائمة.

## الأنواع
يمكن تشخيص الإصابة بأنواع محددة من اضطراب الأوهام في بعض الأحيان اعتمادًا على محتوى الأوهام. ويسرد الدليل التشخيصي والإحصائي للاضطرابات النفسية (DSM) ثمانية أنواع لهذا الاضطراب:
- نوع الهوس الشخصي: الأوهام التي تتعلق بإرضاء الضمير وتستخدم للتعبير عن ردة فعل للمريض، وتكون من خلال رؤية و/أو تخيل نفسه يقوم بإيذاء الشيء الذي يقوم بمضايقته أو ايذائه أو من شيء يُشعِرهْ في الخوف.
- نوع الهوس الشبقي (الهوس الشبقي): الأوهام التي تتعلق بوجود شخص آخر يعشق المريض، وغالبًا ما يكون هذا الشخص من المشاهير. ويمكن أن ينتهك الفرد القانون في محاولته للتواصل مع هذا الشخص المحدد.
- نوع الأوهام المتكلفة: توهم القيمة أو القوة أو المعرفة أو الهوية الكبيرة بشكل مبالغ فيه، كما أن المريض يرى نفسه شخصًا شهيرًا، مع الادعاء بأن الشخص الفعلي محتال أو منتحل للشخصية.
- النوع المرتبط بالغيرة: الأوهام التي توحي بأن الشريك الجنسي غير مخلص للمريض، في حين أن ذلك لا يكون صحيحًا. ويمكن أن يبدأ المريض في تتبع الشريك، مثل فحص رسائله النصية أو رسائل البريد الإلكتروني الخاصة به أو الاتصالات الهاتفية أو ما إلى ذلك في محاولة للعثور على «دليل» على خيانة هذا الطرف.
- النوع المرتبط بالاضطهاد: هذا النوع الفرعي من الاضطرابات شائع للغاية. وهو ينطوي على اعتقاد بأن الشخص (أو شخص يكون المريض قريبًا منه) يتعرض لمعاملة حاقدة بطريقة أو بأخرى. يمكن أن يعتقد المريض أنه تم تخديره أو تم التجسس عليه أو تم التحرش به وما إلى ذلك، ويمكن أن يطلب «تطبيق العدالة» من خلال إبلاغ الشرطة أو اتخاذ إجراءات قضائية أو حتى التصرف بشكل عنيف.
- النوع الجسدي: الأوهام التي تنطوي على شعور الشخص بالمعاناة من عيب بدني ما أو مرض طبي عام.
- النوع المختلط: الأوهام التي تحتوي على سمات من أكثر من نوع من الأنواع الواردة أعلاه، بدون أن يكون أي منها مسيطرة سيطرة تامة.
- النوع غير المحدد: الأوهام التي لا يمكن أن يتم تحديدها بصفة واضحة أو لا يمكن وضعها في أي من فئات الأنواع المحددة.[8]